# Josep Maria Batista i Roca
Josep Maria Batista i Roca (Barcelona, 26 de juny de 1895 - Barcelona, 27 d'agost de 1978) fou un historiador, etnòleg i polític català. És considerat un dels fundadors de l'antropologia de base científica a Catalunya.

## Família
Nasqué al Barri de la Ribera a Barcelona el 1895. Fill de Joan Batista i Garriga natural de Sant Andreu de Palomar i d'Assumpció Roca i Heras (germana de Josep Maria Roca i Heras) natural de Barcelona.

## Biografia
Estudià dret i també lletres a la Universitat de Barcelona des del 1911, on fou un dels fundadors de l'Arxiu d'Etnografia i Folklore de Catalunya el 1917. Allí va fer amistat amb Francesc Cambó i Batlle. Des del 1914 era membre de Centre Excursionista, de la secció de folklore del qual va ser secretari.
Residí alguns anys a Londres i a Oxford, on es dedicà a l'etnologia. També hi va publicar un catàleg de les obres lul·lianes d'Oxford (1915-1916), i començà les seves recerques, continuades posteriorment, sobre la situació dels exiliats catalans a Anglaterra i Occitània durant el segle xix. Allí el va sorprendre la Primera Guerra Mundial i va estar un temps a Dublín, on fou influït pel moviment nacionalista irlandès.
Al tornar, fou un dels introductors de l'escoltisme als Països Catalans, juntament amb el doctor Pere Gabarró i Garcia, fundant el 1927 (i posteriorment impulsà amb Mn. Antoni Batlle) l'organització dels Minyons de Muntanya, de la qual fou Cap escolta nacional fins al 1959. També fou un dels fundadors de la revista "Excursionisme" publicada breument entre 1928 i 1930. El 1926, després de la detenció de l'escamot de la Bandera Negra que va intentar assassinar Alfons XIII d'Espanya en el complot de Garraf, Batista i Roca es va fer càrrec de la Societat d'Estudis Militars (SEM), que va intentar convertir en ORMICA (Organització Militar Catalana), i que va integrar el Grup 1640, organització secreta i clandestina. També fou el fundador de l'agrupació patriòtica Palestra, força influïda pels sokols txecs i eslovacs.
Quan Francesc Macià i Llussà proclamà la República Catalana el 14 d'abril de 1931, va crear amb Pere Màrtir Rossell i Vilar i amb Miquel Arcàngel Baltà i Botta una Guàrdia Cívica entorn el President, per a defensar la República Catalana acabada de constituir, amb la pretensió que amb el temps esdevingués una Guàrdia Nacional de Catalunya. Durant els Fets del sis d'octubre de 1934 va donar suport a la proclamació del president Lluís Companys i Jover. Més tard, el 23 de juny de 1938, faria gestions a Londres com a delegat de la Generalitat de Catalunya amb Nicolau Maria Rubió i Tudurí per tal d'aconseguir signar un armistici que aïllés Catalunya d'una Espanya que veia ja en mans de Franco.
En completar-se l'ocupació franquista de Catalunya el 1939 es va exiliar a Anglaterra, on fou professor d'història al Trinity College de la Universitat de Cambridge. Com a tal, fou l'encarregat d'escriure el capítol sobre la crisis hispànica de l'inici de l'edat moderna espanyola del The New Cambridge Modern History. Allí va conèixer Arnold Joseph Toynbee. Profundament nacionalista, va promoure la formació d'una escola d'investigadors anglesos sobre temes catalans creant l'Anglo-Catalan Society, va representar el PEN Club català, i també defensà els drets de Catalunya a la UNESCO i a altres instàncies internacionals. Políticament fou molt actiu entre els exiliats catalans a Anglaterra: El 1940 fou secretari del Consell Nacional de Catalunya a Londres, sota la presidència de Carles Pi i Sunyer. Posteriorment fou el principal promotor del Consell Nacional Català, sorgit de la I Conferència Nacional Catalana celebrada a Mèxic el 1953, juntament amb Gaspar Alcoverro, Joan Ballester i Canals, Carles Muñoz Espinalt i Joan Lucas i Masjoan.
Mort el dictador, l'any 1976 va poder tornar de l'exili, tot i que es va manifestar críticament sobre el pacte amb els franquistes que va caracteritzar la Transició. Des d'aleshores va contribuir a la coneixença de Catalunya en els àmbits internacionals, creant per exemple la Unió Federalista de les Comunitats Ètniques Europees. El 1977 va promoure un intent de crear un moviment popular d'agermanament occitano-català creant l'entitat cultural Centre d'Agermanament Occitano-Català, juntament amb Enric Garriga i Trullols i Joan Amorós, del qual va participar en la seva primera assemblea constituent com a president.
Un temps després de la seva mort fou implicat amb Jaume Martínez Vendrell i Manuel Viusà i Camps en la creació d'EPOCA, fet que no ha estat mai aclarit.

## Obres
- Rabindranath Tagore, poeta bengalí (1918)
- Raça, Poble i Nació, article a Revista de Catalunya, 1926
- Manual d'excursionisme (1927)
- La desintegració d'Espanya i les idees de Toynbee (1968)
- La formació històrica de l'Estat Espanyol

## Llegat
La seva biblioteca personal es pot consultar a la Biblioteca de Catalunya. Aquest donatiu comprèn uns 1.400 documents sobre història de Catalunya i història en general. El seu fons personal es troba dipositat al CRAI Biblioteca del Pavelló de la República de la Universitat de Barcelona. Consta de correspondència rebuda o/i escrita per Josep M. Batista i Roca, documents diversos, documents de diferents institucions polítiques i culturals i escrits d'ell de l'època del seu exili.